# آکورا (گرجستان)
آکورا (گرجی: აკურა) یک روستا در شهرداری تلاوی در گرجستان است.